# Кривиц, Ада
Ада Кривиц (словен. Ada Krivic; 17 февраля 1914, Двор — 1995, Любляна) — югославская словенская партизанка времён Народно-освободительной войны Югославии.

## Биография
Окончила в 1941 году философский факультет Люблянского университета, отделение истории и географии. С 1935 года член Коммунистической партии Югославии. На фронте Народно-освободительной войны с 1941 года, вступила после начала войны в Освободительный фронт Словении. В мае 1942 года её арестовали итальянские фашисты и бросили в тюрьму, откуда она выбралась через месяц. С мая 1943 года — секретарь Люблянского окружного комитета Коммунистической партии Словении. В феврале 1944 года была принята в партизанское движение, став членом контрольной комиссии и инструкторской организации ЦК КПС. С декабря 1944 года — секретарь Ново-Местского окружного комитета КПС.
После освобождения Ада была главой делегации Словенского народно-освободительного вече в Белграде, работала в Союзной государственной контрольной комиссии, Словенской государственной контрольной комиссии и возглавляла Совет по социальному благополучию Словении. Майор ЮНА в отставке. Награждена рядом орденов и медалей.
Её мужем был прокурор Владимир Кривиц, а сыном — юрист Матевж Кривиц.